# Kaudwane
Kaudwane est une ville du Botswana.